# Перущица
Пѐрущица е град в Южна България, област Пловдив. Градът е център и единствено населено място в Община Перущица. Населението на града по данни от преброяването към 1 февруари 2011 г. е 5058 жители. По данни на НСИ населението на града към 31 декември 2018 е 4766 жители.
По данни на ГРАО към 15 юни 2023 г. в града живеят 4992 души по настоящ адрес и 5092 души по постоянен адрес.

## География
Град Перущица се намира в Западните Родопи – в географската област, наречена Родопска яка, в северното подножие на Върховръшкия дял на Чернатица, на 255 м надморска височина. Старата градска част се разстила амфитеатрално по възвишенията Вълковище и Власевица. Градът е център и единствено населено място на Община Перущица. Отстои на 144 км югоизточно от столицата София, на 21 км югозападно от Пловдив и на 8 км източно от най-близкия град – Кричим. Граничи с общините Кричим, Стамболийски и Родопи. На север от центъра на града, на 2 км в полето се намира квартал Пастуша, който до 1959 г. е бил отделно село.
Местният преходноконтинентален климат с мека зима и слънчево топло лято, както и специфичните особености на тукашните почви са благоприятствали от древни времена за развитие на лозарството, особено на ароматния и с висока захарност гроздов сорт „Мавруд“.

## История

### Праистория
Най-старите свидетелства за населението по тези земи датират от дълбока древност. Най-ранното човешко присъствие е засвидетелствано от намиращите се на около 1,5 км североизточно от центъра на града при карстовия извор Пастуша до „Червената църква“ останки от праисторическо селище, което е съществувало през неолита, халколита и бронзовата епоха или в периода от 7 – 6000 г. пр. Хр до към 1000 пр. Хр.  Праисторическото селище е открито на 500 метра от Червената църква, наблизо има свидетелства и за друго селище в местността Дяковица, което се датира от IV в. пр. Хр., а началото на селищния живот в античността категорично е засвидетелствано от VI век пр. Хр.  Добрите условия около извора Пастуша довел до разрастване на селището като територия и население, а впоследствие и до разселвания и основаване на други праисторически селища в близката околност – района на Пастуша, Перущица и Брестовица.

### Античност
Свещеният извор и скално светилище стават център, около който се формира тракийско селище, просъществувало и през римската епоха (I–IV в. сл. Хр), и през последвалите исторически периоди. В този район са открити 29 надгробни могили, сред които най-известни са Духова, Банова, Горката и Андреева могили. В околностите на Перущица са разкрити останки и от други тракийски и римски селища, както и от една малка крепост – „Калето“ (северозападно от града). В основите на Духова могила при разкопки са намерени тракийски златни колесници. Находките от Духова могила са експонирани днес в Историческия музей в Перущица – наред с тракийските бойни колесници, са мраморна глава на мъж, статуи на антични божества, оброчни плочки, монети, сечени в античния Пловдив и пр. Един от най-ценните запазени древни паметници в района е построената в IV век сл. Хр. през късната античност, над скалното светилище при извора Пастуша внушителна раннохристиянска църква, наречена Червената църква Наличието на такава грандиозна култова сграда говори, че още в зората на християнството, намиралото се в близост до църквата селище е играело значителна роля в духовния живот на областта.

### Средновековие
Името си градът носи от крепостта „Перистица“ – част от отбранителната верига на Второто българско царство. Сегашният град води началото си от древния голям град Драговец

#### Град Драговец
Град Драговец се е състоял от пет многолюдни части. Днес съществуващи са Перущица, Устина, Кричим, Куртово Конаре и Пастуша. Известен е със славянското си име, защото в по-късните епохи е населяван, както и цялата околност, най-вече от славяни. Една част на този град се намира под водите на микроязовир, друга е разположена на 2 – 3 километра северно от днешната Перущица, а до днес е оцеляла само една четвърта част от църквите му, която сега е известен като Червената църква, В радиус от около 5 км от Драговец са били разположени 10 крепости, които са пазели подстъпа към града от всички страни. Три от тези крепости се намират южно от Перущица: „Градището“, „Момино кале“ и „Перестица“. Селището и прилежащите му отбранителни съоръжения продължили живота си и през средновековието. Тогава укрепленията в планината, като крепостта „Перестица“, са били важна част от севернородопския отбранителен щит. По време на Второто българско царство (XII-XIV в.) тези крепости са играели важна роля при сблъсъците между Византия и България и са преминавали ту в едни, ту в други ръце. Историческите извори сочат, че през този период Драговец е голям български град. Според византийския хронист Георги Акрополит: „живущите там били българи и отхвърляли игото на чуждоплеменниците (т.е. ромеите)“. Вероятно през времето на Второто българско царство е бил основан известният в миналото Перущенски манастир „Св. Тодор“, останките на който се намират на 1,5 – 2 км южно от града, в близост до крепостта „Перестица“. Града и крепостите са унищожени от ордите на турския главатар Лала Шахин в 1364 година.
Археологията доказва, че приемник на разореното българско селище е възникналото в някой по-късен период село Перущица, носейки името на славянския бог Перун.. Първи писмени сведения за последното намираме в османските данъчни регистри. То се споменава в опис на войниците за Пловдивски санджак от XVI в.: „Пейо, син на Трендафил, вместо него, от с. Перущиче“. Този документ свидетелства, че по това време Перущица вече е съществувало и в него са пребивавали войници – българи на служба в османската войска, които са ползвали определени привилегии (данъчни облекчения). Интересно е, че в същия този опис на войниците е записано и село Пастуша (днес кв. на Перущица), но с 5 войника (Манол, Христан, Апостол, Богдан и Наско), което дава основание да се предположи, че то е възникнало по-рано от с. Перущица (това, което е било на днешното му място).
Характерно за селото е, че през всичките векове на османското владичество населението му запазило българско – християнско самосъзнание. Дори и по време на големите зулуми в средата на XVII в., когато почти цялото население на Западните Родопи (Чепинското корито) било принудено насилствено да приеме исляма, опити на турците да помохамеданчат перущенци не успели. Опитите на поробителя да потурчи местните българи се провалили, но цената, която платили тукашните горди българи била изразена в множество изпепелени къщи и изселване от родните огнища.
През XV век тук се заселили бежанци – българи от най-западните предели на Балканския полуостров (днешни Албания и Епир). По-късно селището било ограбено и опожарено отново през 1794 година от кърджалиите на Мехмед Синап.

### Възраждане
През XIX в. стопанският просперитет и духовният напредък на Перущица дават изражение в създаването на български просветни, религиозни и културни учреждения. В 1847 г. е издигната възрожденската църква „Св. Архангели Гавраил и Михаил“ и първото начално училище, в което първи учител е бил свещеникът П. Рипчев, като отначало обучавал деца в дома си. Негови приемници са били Ст. Б. Николов от с. Цалапица, Кр. Ненчев от Етрополе, П. И Ст. Рипчеви, Т. Михайлов, който донася препис от Паисиевата история в селището и др. Приемник на това школо е построеното през 1850 г. светско училище „Св. св. Кирил и Методий“, с останалите материали от строежа на църквата „Св. Архангел Михаил“; то е известно като „Даново училище“, в което първи преподавател е бил бележитият български просветител Христо Г. Данов, въвел през 1850 г. взаимоучителния метод. През 1853 г. той открива и девическо училище, с което се образува едно от първите смесени училища в поробена България. Читалище „Просвета“ е основано през 1862 г. В училищната сграда в 1869 г. Васил Левски основава перущенския революционен комитет, чиято дейност е възобновена в 1876 година от Георги Бенковски и Васил Соколски – Доктора.
Връхна точка е участието на цялото население в националноосвободителните борби с яркото си проявление през Априлското въстание в Перущица вдигнато на 23 април 1876 г., Перущенци 7 дни удържат непрестанните атаки на многократно превъзхождащия ги по брой и въоръжение противник. Те са нападнати от 5500 башибозук на Адил ага тамрашлията, а на 29 април пристига и турска редовна войска с артилерия начело с Решид паша. Едва когато оръдията разрушават покрива на въстаническата крепост – църквата „Св. Архангели Гавраил и Михаил“, в която са събрани около 600 старци, жени и деца, въстаниците прекратяват съпротивата. В черквата загиват 347 души, начело с отец Тилев, д-р Васил Соколски и водача на въстанието в града Петър Бонев – другар и съратник на Раковски и Левски в Белградската легия. Турците ограбват селището и опожаряват 350 къщи. Трагична е саможертвата на Спас Гинов, Кочо Честименски, Иван Хаджитлиев и още двадесет и трима перущенци. В черквата „Св. Архангел Михаил“ се въззема най-мощният глас за свобода, който човечеството е чувало – бащите жертват жените и децата си, а после и себе си, за да не бъдат роби и да не бъдат потурчени.
През юли 1876 г. Перущица е посетена от френския журналист Иван дьо Вестин, който съобщава, че след зверското турско клане при потушаване на въстанието извършено от редовна войска и паравоенни мюсюлмански части в града са останали 150 „старци и деца“ от предишното население от над 2000 души. Впоследствие костите на българските мъченици са събрани и погребани в същата тази черква, за да се помни станалото.

### Съвремие
Перущица е освободена от турско иго на 3 януари 1878 г., но след разкъсалия България Берлински договор от 13 юли 1878 г., попада в автономната васална на Османската империя област Източна Румелия. Гражданите на Перущица са от първите, обявили се за Съединението на Княжество България с Източна Румелия през септември 1885 г. Перущенци участват масово в 5-те войни за национално обединение на България и дават скъпи жертви с имената на които е издигнат паметник в центъра на града.
През XX в. Перущица се развива в селище, на което основен дял от икономиката му заема селското стопанство и по-точно лозарството и овощарството. През 1929 г. в селото е образувано първото в България дружество на тютюнопроизводителите, а през 1935 г. и лозаро-винарска производствена кооперация „Напредък“. По-късно е основано средно професионално-техническо училище. В годините на социалистическата планова икономика, в Перущица работят: електроапаратурен завод за командни ел. табла, предприятие на „Винпром“ за естествено пенливи вина, 2 предприятия за производство на туристически принадлежности, Дирекция „Лозарство“ към националния производствен комплекс „Г. Димитров“ в Пловдив, дивечова ферма „Норка“ и др. През 1969 г. село Перущица е признато за град. Перущица съществува като самостоятелна община от 1998 г. В историческия музей в града основан в 1955 г. се пазят ценни експонати, свързани с историческото минало и героизма на населението от района.

## Религии
Православно християнство.

## Икономика
Основно място в живота и поминъка заемат лозарството и производството на перущенски Мавруд и други вина. Още през периода на Втората българска държава всяко семейство работи лозя, и особено манастирски лозя. Водещо предприятие е винпром „Перущица“, където се произвеждат едни от най-качествените вина в България. В плодородното перущенско поле се разработва и овощарство, главно ябълки и зеленчукопроизводство. Напоследък се развива и туризма.

## Културни и природни забележителности

### Храм мемориал – Историческа църква „Свети Архангел Михаил“ в Перущица
Църквата паметник „Св. Архангел Михаил“ е последна крепост и убежище на въстаналите за освобождение от османско владичество перущенци през Априлското въстание в 1876 г., където извършват подвига си Спас Гинов, Кочо Честименски и др., сградата на храма е част от Историческия музей на Перущица.

Построена в периода от 1847 до 1849 г. с доброволни средства и труд на местното население, тя е израз на духа и нарасналите възможности на това население по време на Възраждането. Представлява трикорабна сграда, изписана богато от пазарджишки майстори. В нея се събират последните защитници, които заедно с мирно население се опитват да отбраняват свободата си срещу многочислено турско обкръжение. Атакувана е с оръдие от страна на редовна турска войска. Църквата става безмълвен свидетел на героизма и саможертвата на последните 127 защитници във все още оцелялата църква – крепост, там на 1 май пръв извършват своя трагичен безпримерен подвиг – Спас Гинов, след него Кочо Честименски, Иван Хаджитлиев и още двадесет и трима перущенци, които предпочитат смъртта пред участта да попаднат в турски ръце и да бъдат подложени на зверства и потурчване. За нея и Иван Вазов в баладата Кочо пише: 
| „ | Храмът беше пълен с деца и невести, с въстаници бодри и бащи злочести, които борбата в тез зидове сбра. .....Перущице бедна, гнездо на герои, слава! Вечна слава на чедата твои, на твоята пепел и на твоя гроб, дето храбро падна въстаналий роб! .... Ти в борбата черна и пред турский гнев издигна високо твоя свилен лев, и глава не клюмна, и меча ни даде, и твойта светиня срамно не предаде, и нашта свобода ти я освети. ... Поклон на теб, граде, пепелище прашно, на борба юнашка свидетелство страшно! ..... И храмът ехтеше от моми, невести, кат падаха в кръвье или в безчестье! | “ |

### Храм „Св. Атанасий“
Храм „Св. Атанасий“ е старата късносредновековна църква на Перущица. Късносредновековна, построена в 15 или 16 век. Оттук е дадено началото на Априлското въстание в този край и е служила като най-добрата защитна позиция на българите, до основи е изгорена от поробителя в 1876 г. След Освобождението на България от османско владичество е възстановена, тук в нея е била първата стационарна болница в Перущица. Действащ храм който днес събира перущенци в най-важните дни на църковни и лични християнски празници.

### Параклис „Св. Петка Българска“
Намира се в южния край на Перущица – на брега на реката, в едноименната местност в естествена пещера, която е служила като параклис на светицата от незапомнени времена. Параклисът е построен в 2000 г. за възпоменание на женския метох към близкия манастир „Св. Тодор“ намирал се но отсрещния бряг на реката, опожарен по време на Априлското въстание.

### Червената църква „Св. Богородица“
Останките на Червената църква са сред най-ранните големи християнски храмове в света и едни от най-значимите и оригинални раннохристиянски базилики на Балканите. Храмът е от края на IV век след Христа и е известен с мащщабността и уникалността на архитектурните си форми и останки от някогашни стенописи. Днес са запазени само отделни стени и части от купола, а от някогашната богата украса на храма е запазено съвсем малко – част от стенописите и мозайките на храма се съхраняват в НИМ, но има и стенописи, които на място изложени на атмосферни влияния, се рушат. Според ЮНЕСКО, те са уникални и наподобяват образците на базиликите в италианския град Равена и Синайските манастири. Унищожена е от ордите на турския главатар Лала Шахин в 1364 година.

### Мемориален комплекс
„Паметник на трите поколения“, открит в 1976 г. по повод 100-годишнината от Априлското въстание и участието на града в него. Изграден е на историческия хълм „Власевица“, над центъра на града, където е лобното място и паметника на тримата старци парламентьори от Перущица, убити от башибозуци по време на въстанието. С дължина от над 60 метра и височина 23 метра, монументът се състои от три композиции, посветени на жертвите от Перущица през Априлското и Септемврийското въстание, както и партизанското движение през Втората световна война. Автори на проекта са арх. Любомир Шинков и арх. Димитър Рангелов, а скулптор - Любомир Далчев. До комплекса води естакада от стълби от Дановото училище символично изразяваща възвисяването на Перущица. От върха, който е достъпен и с автомобил се открива широка панорама на града и околността.

### Исторически музей
Историческият музей в Перущица е създаден през 1955 г. В експозицията си представя историята на селището, преминавайки през поселенията на траки и славяни, героичната борба и трагичната жертва на българите от Перущица за освобождение от османско владичество. Музеят е сред Стоте национални туристически обекта на Българския туристически съюз. Има печат на БТС целогодишно.

### Други
- Възрожденското училище в Перущица – където е преподавал видния възрожденски просветител и издател Христо Груев Данов, взаимното училище става едно от първите класни училища от Възраждането. В училищната сграда в 1869 г. Васил Левски основава перущенския революционен комитет. Сградата на училището е част от Историческия музей на Перущица.
- Паметник на Петър Бонев – водач на Априлското въстание в град Перущица през 1876 година. Той е роден в града през 1837 година, където получава и първоначалното си образование. Паметникът му е издигнат до историческата църква „Св. Архангел Михаил“.

- Антифашистки паметник – Паметник на убитите без съд и присъда в дефилето над Кричим на 6 юни 1944 г. двадесет и двама ятаци от град Перущица. На 28 май 1944 г. Перущица осъмва в блокада. Жандармеристите, начело с поручик Борис Балкански, задържат по списък близо 60 души ремсисти и ятаци на партизаните. На 5 срещу 6 юни 22-ма от тях са натоварени на камиони и разстреляни в дефилето на река Въча над Кричим.
- Защитена местност „Перистица“ – историческо място и характерен ландшафт с водопади и характерни скални образования простиращ се и в землището на село Устина, община Родопи, включваща разположения на юг от Перущица скален масив и вековна буково-дъбова гора е местообитание – място за гнездене и хранене на защитения изчезващ вид черен щъркел и на редица видове дневни и нощни птици, има площ 5,888 ха.[6] Тук са останките на крепостта Устина [18] и на средновековна крепост Перестица на високия и скалист хълм „Острия камък“ на 3,5 км южно от града (2.64 km по права линия, надморска височина 668 m GPS координати: 42°1'55"N 24°32'23"E).[19][20][21] строена от византийския император Юстиниан I (527 – 565 г.). В скалата са изкопани дълбоки резервоари за вода, в западната ѝ част личат стъпалата от стълбището което отвежда до върха на крепостта. За първи път името ѝ се споменава през XIII век и се свързва с управлението на българския цар Михаил II Асен, в непосредствена близост са останките от манастира ”Св. св. Теодор Тирон и Теодор Стратилат” – средновековната монашеска обител, наричана от местното население „Св. Тодор“, векове е част от внушителен комплекс от няколко манастира в северните поли на Родопите, наречени Родопската Света гора. „Св. Тодор“ основан в края на VI и началото на VII век, Отстои на 5 км от Перущица, непосредствено под величествените скали до него е притежавал много имоти и значително имущество и многократно е разрушаван от турците: първият погром е през XIV век, при поробването на България от азиатския нашественик, вторият е през 1657 година, третият – през 1778 година, а четвъртият – по време на Априлското въстание в 1876 г.

### Читалище „Просвета“
Читалище „Просвета-1862“ е основано през 1862 г. от видния български възрожденец, книжовник и революционер Петър Бонев. Библиотеката на читалището разполага с над 25 000 тома литература. Регистрирано е под №193 в Министерство на културата на Република България. Към читалището са създадени: театрален състав, клуб модерни танци, клуб по фигурално и декоративно творчество, литературен клуб, дамска вокална група.

## Образование
- Основно училище „Петър Бонев“
- Професионална гимназия по лозарство и винарство „Христо Ботев“

## Редовни събития
- 14 февруари – Трифон Зарезан, тържествено зарязване на лозите
- 9 май – годишно честване в памет на подвига на българите в Априлското въстание в гр. Перущица, с театрални сцени и тържествена проверка-заря.
- 20 януари – Къпанки – традиция, на Ивановден по стар стил, характерен е за Перущица и е единствен на Балканите. Предполага се, че обичаят е наследство от древните славянски празници, свързани с водата. Зетьовете, които са най-пресните младоженци, се къпят обредно под Чолаковия мост. Значението на обичая е да има здраве, момъкът да се почувства мъж, да са плодовити булките. Обичаят е вдъхновил перущенския поет Власо Власов да напише стихотворението „Къпанки в Перущица“:

## Личности
- Георги Тилев (1843 – 1912), учител и свещеник в Перущица, почетен гражданин на Перущица
- Петър Бонев (1837 – 1876), организатор и ръководител на Априлското въстание в Перущица
- Спас Гинов, участник в Априлското въстание (1876), убива семейството си и се самоубива, за да не попаднат роднините му живи за издевателство и потурчване в ръцете на редовната турска войска и башибозука
- Стефан х. Иванов, български революционер от ВМОРО, четник на Кръстю Лазаров[22]
- Константин Гълъбов (1892 – 1980), български учен-филолог и публицист, професор
- Димитър Гичев (1893 – 1964), български политик
- Тодор Кръстев (1865 – 1914), български политик

### Свързани с Перущица
- Кочо Честеменски, участник в Априлското въстание (1876), убива семейството си и се самоубива, за да не попаднат роднините му живи за издевателство и потурчване в ръцете на редовната турска войска и башибозука.
- Васил Бойчев (неизв. – 1876), известен и като Доктор Соколски, делегат в Оборище от Перущица.

## Галерия
- Сградата на Общината
- Читалище „Просвета“
- Мавруд от Перущица
- Паметник на падналите от Перущица във войните за Национално обединение